# Gürtelkabel
Gürtelkabel sind mehradrige Erdkabel mit erhöhtem Korrosionsschutz im Nieder- und Mittelspannungsnetz. Sie weisen über den verseilten, isolierten Adern eine gemeinsame Umwicklung aus Isolierpapier und darüber einen Metallmantel mit Schutzhülle auf.
Gewickelte Papierstreifen, die mit einer zähflüssigen, isolierenden Flüssigkeit getränkt und mit einer gemeinsamen Papierisolierung (Gürtel) umwickelt sind, bilden die Isolierung. Die Papierisolierung ist elektrisch sehr hochwertig, sie muss jedoch durch einen wasserdichten Mantel aus Blei gegen Feuchtigkeit geschützt werden, daher der Metallmantel.
Zum Schutz gegen mechanische Beschädigungen ist der weiche Bleimantel von bitumengetränkten Faserstofflagen und einer darüber liegenden Stahlbewehrung umgeben, die ihrerseits durch einen PVC-Mantel vor chemischen Einflüssen geschützt wird.
Für Gürtelkabel haben sich mit Kabelimprägniermasse gefüllte Dreileiter-Endverschlüsse durchgesetzt.

## Montagehinweise
In einem Metallgehäuse werden die Kabeladern aufgeteilt und durch flexible Isolierschläuche an die Anschlussstellen geführt. Um einen möglichen Massebedarf der Kabel auszugleichen, kann Imprägniermasse nachgefüllt werden. Damit eine Nachtränkung gewährleistet ist, dürfen die Zwickel und die Zwischenräume zwischen Adern und Mantel nicht dicht gewickelt werden. Zur Vereinfachung der Wartung sind die Endverschlussgehäuse mit Einfüllstutzen und Sichtringen zur Massestandskontrolle versehen.
Maximal zulässiger Höhenunterschied für Gürtelkabel bei senkrechter Anordnung und bis zu 6 kV Nennspannung: 50 m.